# Сан-Жуан-да-Понта
Сан-Жуан-да-Понта (порт. São João da Ponta) — муниципалитет в Бразилии, входит в штат Пара. Составная часть мезорегиона Северо-восток штата Пара. Входит в экономико-статистический микрорегион Салгаду. Население составляет 5265 человек на 2010 год. Занимает площадь 195,918 км². Плотность населения — 26,87 чел./км².

## История
Город основан 27 декабря 1995 года. 

## Демография
Согласно сведениям, собранным в ходе переписи 2010 г. Национальным институтом географии и статистики (IBGE), население муниципалитета составляет:
| Полное население                               | Полное население                               | Полное население                               | Полное население                               | 5265  |
| ---------------------------------------------- | ---------------------------------------------- | ---------------------------------------------- | ---------------------------------------------- | ----- |
| в том числе:                                   | Городское население                            | 1031                                           | Процент городского населения, %                | 19,58 |
|                                                | Сельское население                             | 4234                                           | Процент сельского населения, %                 | 80,42 |
|                                                | Мужское население                              | 2738                                           | Процент мужского населения, %                  | 52,00 |
|                                                | Женское население                              | 2527                                           | Процент женского населения, %                  | 48,00 |
| Плотность населения, чел/км²                   | Плотность населения, чел/км²                   | Плотность населения, чел/км²                   | Плотность населения, чел/км²                   | 26,87 |
| Население муниципалитета в % к населению штата | Население муниципалитета в % к населению штата | Население муниципалитета в % к населению штата | Население муниципалитета в % к населению штата | 0,07  |

По данным оценки 2015 года население муниципалитета составляет 5795 жителей.

## Статистика
- Валовой внутренний продукт на 2003 год составляет 8 602 954,00 реалов (данные: Бразильский институт географии и статистики).
- Валовой внутренний продукт на душу населения на 2003 год составляет 2166,45 реалов (данные: Бразильский институт географии и статистики).
- Индекс развития человеческого потенциала на 2000 год составляет 0,672 (данные: Программа развития ООН).

## Важнейшие населенные пункты
| № | Населённый пункт  | Населённый пункт (порт.) | Категория | Население чел. (2010) | На карте                       |
| - | ----------------- | ------------------------ | --------- | --------------------- | ------------------------------ |
| 1 | Сан-Жуан-да-Понта | São João da Ponta        | город     | 1031                  | 0°51′03″ ю. ш. 47°55′19″ з. д. |
| 2 | Вила-Нова         | Vila Nova                | поселок   | 1095                  | 0°55′04″ ю. ш. 47°55′45″ з. д. |
| 3 | Деоландия         | Deolândia                | поселок   | 432                   | 0°48′12″ ю. ш. 47°58′17″ з. д. |